# 三芳町立図書館
三芳町立図書館（みよしちょうりつとしょかん）は、埼玉県三芳町の公立図書館。

## 概要
中央図書館（藤久保185−1）および竹間沢分館（竹間沢555-1）が設置されている。蔵書数は約29万冊（平成23年度）。

## 沿革
- 1968年（昭和43年） - 中央公民館内に図書館を設置[1]。
- 1981年（昭和56年）7月 - 藤久保に移転。
- 1990年（平成2年）7月24日 - 中央図書館開館。
- 1996年（平成8年） - 竹間沢分館開館。

## 休館日
- 毎週月曜日・年末年始